# Aulus Cornelius Cossus Arvina
Aulus Cornelius Cossus Arvina nevét Livius Ab urbe conditájából ismerjük, ahol felváltva szerepel a Cossus és Arvina cognomen egyazon személy esetében.
Arvina karrierje a szamniszok elleni harcokhoz kötődik. Kr. e. 353-ban és Kr. e. 349-ben magister equitumként szolgált, majd Kr. e. 343-ban consul lett. Ekkor ő volt a legelső római hadvezér, aki behatolt Samnium területére. Egy szurdokban menetelve hadseregét meglepte az ellenség, de Publius Decius legendás önfeláldozása lehetővé tette a sereg számára, hogy elmeneküljön. Ezt követően Cossus-Arvina is leverte a szamniszokat, győzelméért pedig triumphust tarthatott.
Kr. e. 322-ben ismét consullá választották, majd Kr. e. 320-ban dictatori rangban mért súlyos vereséget a déli ellenségre egy nehéz csatát követően. Győzelmét többen az év consuljainak tulajdonították.